# Discografia de Leo Santana
A discografia de Leo Santana consiste em dois álbuns de estúdio, cinco álbuns ao vivo, dois extended plays e dezessete singles lançados desde o início de sua carreira.
Em abril, foi lançada sua primeira música de trabalho intitulada "Fenômeno". A canção que tem influências do swing angolano, foi composta pelo próprio cantor e por Rodriguinho e conta com a participação especial do cantor angolano Anselmo Raph. No dia 11 de abril, lançou seu primeiro CD promocional solo intitulado Uma Nova História, com faixas de vários sucessos dos últimos anos. No dia 9 de dezembro de 2015, foi lançado seu primeiro DVD intitulado #Deboche, que contou como singles "Abana", "Se Eu Te Trair a Culpa É Sua" e "Deboche". No dia 27 de janeiro de 2016, lançou seu segundo álbum de estúdio intitulado Super Ensaio, com a participação dos cantores Wesley Safadão e Saulo Fernandes. No dia 25 de novembro, lançou seu primeiro DVD nomeado #Bailedasantinha, que contou com a participação da cantora Marília Mendonça, que teve como singles "Santinha", "Vidro Fumê" e "Um Tal de Toma".
Em 25 de maio de 2018, o cantor lançou seu primeiro EP intitulado Inovando que contou com a participação da dupla Maiara & Maraisa e teve como singles "10 Beijos de Ruas" e "Uma Lá, Duas Cá". No dia 8 de novembro de 2018, foi lançado o álbum No Seu Paredão. No dia 30 de novembro de 2018, lançou seu segundo DVD intitulado Ao Vivo em Goiânia, com músicas inéditas e alguns de seus sucessos lançados anteriormente. Em maio, lançou o single "Pretinho Tipo A", com a participação do cantor Thiaguinho. No dia 8 de junho de 2019, lançou o EP O De Sempre No Mesmo Padrão, que teve como único single a canção "Olha Como Está a Minha Mesa". Em novembro, lançou a primeira parte do seu DVD Levada do Gigante, que contou como single a canção "Contatinho", com participação de Anitta.

## Álbuns

### Álbuns de estúdio
| Álbum             | Detalhes                                                                     |
| ----------------- | ---------------------------------------------------------------------------- |
| Uma Nova História | - Lançamento: 11 de abril de 2014 - Formatos: CD - Gravadora: Independente   |
| Super Ensaio      | - Lançamento: 27 de janeiro de 2016 - Formatos: CD - Gravadora: Independente |

### Álbuns ao vivo
| Álbum              | Detalhes |
| ------------------ | --- |
| #Deboche           | - Lançamento: 9 de janeiro de 2015 - Formatos: CD - Gravadora: Independente                                    |
| #Bailedasantinha   | - Lançamento: 25 de dezembro de 2016 - Formatos: DVD, download digital, streaming - Gravadora: Independente    |
| No Seu Paredão     | - Lançamento: 8 de novembro de 2018 - Formatos: CD - Gravadora: Universal Music                                |
| Ao Vivo em Goiânia | - Lançamento: 30 de novembro de 2018 - Formatos: DVD, download digital, streaming - Gravadora: Universal Music |
| Levada do Gigante  | - Lançamento: 8 de novembro de 2019 - Formatos: DVD, download digital, streaming - Gravadora: Universal Music  |

### Extended plays (EPs)
| Álbum                       | Detalhes                                                                                              |
| --------------------------- | --- |
| Inovando                    | - Lançamento: 25 de maio de 2018 - Formatos: Download digital, streaming - Gravadora: Universal Music |
| O De Sempre No Mesmo Padrão | - Lançamento: 8 de junho de 2019 - Formatos: Download digital, streaming - Gravadora: Universal Music |

## Singles

#### Como artista principal
| "Fenômeno" (com Anselmo Ralph)                                                 | 2014 | —  |                   | Não adicionado a nenhum álbum |
| "Abana"                                                                        | 2015 | 39 |                   | #Deboche                      |
| "Se Eu Te Trair a Culpa é Sua"                                                 | 2015 | —  |                   | #Deboche                      |
| "Deboche"                                                                      | 2015 | —  |                   | #Deboche                      |
| "Santinha"                                                                     | 2016 | —  |                   | #Bailedasantinha              |
| "Vidro Fumê" (par. MC TH)                                                      | 2016 | —  |                   | #Bailedasantinha              |
| "Um Tal de Toma"                                                               | 2016 | —  |                   | #Bailedasantinha              |
| "Vai Dar PT"                                                                   | 2017 | 70 |                   | Não adicionado a nenhum álbum |
| "Várias Novinhas"                                                              | 2017 | 29 |                   | Ao Vivo em Goiânia            |
| "Toma Que Toma"                                                                | 2017 | —  |                   | Ao Vivo em Goiânia            |
| "10 Beijos de Rua"                                                             | 2018 | 17 | - PMB: Platina    | Inovando                      |
| "Uma Lá, Duas Cá" (com Maiara & Maraisa)                                       | 2018 | 18 |                   | Inovando                      |
| "Solinho da Rabeta" (com Pegadeira)                                            | 2018 | —  | - UMG: 2× Platina | Não adicionado a nenhum álbum |
| "Crush Blogueirinha"                                                           | 2018 | 23 | - UMG: Platina    | Ao Vivo em Goiânia            |
| "Pretinho Tipo A" (com Thiaguinho)                                             | 2019 | —  |                   | Não adicionado a nenhum álbum |
| "Olha Como Está a Minha Mesa"                                                  | 2019 | —  |                   | O de Sempre no Mesmo Padrão   |
| "Contatinho" (part. Anitta)                                                    | 2019 | 21 |                   | Levada do Gigante             |
| "Não se Vá" (part. Pedro Sampaio)                                              | 2022 | 34 |                   | Não adicionado a nenhum álbum |
| "Zona de Perigo"                                                               | 2023 | 19 |                   | Não adicionado a nenhum álbum |
| "Posturado e Calmo"                                                            | 2023 | 38 |                   | Não adicionado a nenhum álbum |
| "Cama Repetida" (com Zé Felipe)                                                | 2023 | 20 |                   | Não adicionado a nenhum álbum |
| "—" denota títulos que não entraram nas paradas ou não foram lançados no país. |      |    |                   |                               |

#### Singles promocionais
| "Mamolengo"                                                                    | 2014 | — | Não adicionado a nenhum álbum |
| "A Casinha Caiu" (com Wesley Safadão)                                          | 2016 | — | Não adicionado a nenhum álbum |
| "Tropa Inteligente" (com MC Charles)                                           | 2017 | — | Não adicionado a nenhum álbum |
| "60km"                                                                         | 2017 | — | Não adicionado a nenhum álbum |
| "Dia de Baile"                                                                 | 2017 | — | Não adicionado a nenhum álbum |
| "Dia de Maldade"                                                               | 2017 | — | Ao Vivo em Goiânia            |
| "Bloco do Nana"                                                                | 2018 | — | Não adicionado a nenhum álbum |
| "Sem Love"                                                                     | 2018 | — | Não adicionado a nenhum álbum |
| "Vibra Continente" (com Karol G)                                               | 2019 | — | Não adicionado a nenhum álbum |
| "—" denota títulos que não entraram nas paradas ou não foram lançados no país. |      |   |                               |

#### Como artista convidado
| "Coladinho" (Flavia Mendonça part. Leo Santana)                                | 2013 | —  |                | Não adicionado a nenhum álbum |
| "Bumbum Sedan" (Seu Maxixe part. Leo Santana)                                  | 2017 | —  |                | Duetos                        |
| "Dá Uma Segurada" (Jeito Inocente part. Leo Santana)                           | 2017 | —  |                | Não adicionado a nenhum álbum |
| "Encaixa" (Kevinho part. Leo Santana)                                          | 2017 | 23 |                | Não adicionado a nenhum álbum |
| "Obedecendo" (Felipão part. Leo Santana)                                       | 2017 | —  |                | Não adicionado a nenhum álbum |
| "Hipnotizou" (Harmonia do Samba part. Leo Santana)                             | 2017 | —  |                | Ao Vivo em Brasília           |
| "Porta Aberta" (Danniel Vieira part. Leo Santana)                              | 2017 | —  |                | Não adicionado a nenhum álbum |
| "Correndo Perigo" (Lucas e Orelha part. Leo Santana)                           | 2017 | —  |                | Não adicionado a nenhum álbum |
| "Sarrando" (Rafa & Pipo Marques part. Leo Santana)                             | 2017 | —  |                | Não adicionado a nenhum álbum |
| "Que Vontade de Namorar" (Ney Alves part. Leo Santana)                         | 2017 | —  |                | Não adicionado a nenhum álbum |
| "Psiquiatra do Bumbum" (Wesley Safadão part. Leo Santana)                      | 2018 | 30 | - PMB: Platina | Não adicionado a nenhum álbum |
| "Tirirititi" (Tayrone part. Leo Santana)                                       | 2018 | —  |                | Não adicionado a nenhum álbum |
| "Tchuk Tchuk" (MC THD part. Leo Santana)                                       | 2018 | —  |                | Não adicionado a nenhum álbum |
| "Mentirinha" (Breno & Caio Cesar part. Leo Santana)                            | 2018 | —  |                | No Sofá da Sala               |
| "Copa do Bumbum" (MC WM part. Leo Santana)                                     | 2018 | —  |                | Não adicionado a nenhum álbum |
| "Arrasta" (Gloria Groove part. Leo Santana)                                    | 2018 | —  |                | Não adicionado a nenhum álbum |
| "Você Chegou" (Felipinho part. Leo Santana)                                    | 2018 | —  |                | Não adicionado a nenhum álbum |
| "Replay" (Beto Kauê part. Leo Santana)                                         | 2018 | —  |                | Não adicionado a nenhum álbum |
| "Meio Seu" (João Neto & Frederico part. Leo Santana)                           | 2018 | 3  |                | Não adicionado a nenhum álbum |
| "Toma Créu" (MC Mm part. Leo Santana)                                          | 2018 | —  |                | Não adicionado a nenhum álbum |
| "Que Seja Com Você" (Thascya part. Leo Santana)                                | 2019 | —  |                | Não adicionado a nenhum álbum |
| "Mainha Gosta Assim" (Ivete Sangalo part. Leo Santana)                         | 2019 | —  |                | Live Experience               |
| "Filho" (Adhemar part. Leo Santana)                                            | 2019 | —  |                | Não adicionado a nenhum álbum |
| "Apaixonadinha" (Marília Mendonça part. Leo Santana)                           | 2019 | 78 |                | Todos os Cantos               |
| "—" denota títulos que não entraram nas paradas ou não foram lançados no país. |      |    |                |                               |

## Outras aparições
| Título                              | Ano  | Outro(s) artista(s) | Álbum                        |
| ----------------------------------- | ---- | --- | ---------------------------- |
| "Negro Lindo"                       | 2010 | Calcinha Preta | 15 Anos                      |
| "Uma Carta"                         | 2012 | Cupim na Mesa | E A Balada Continua          |
| "Ei Olha o Som'                     | 2012 | Garota Safada, Wesley Safadão                                                                                                  | Uma Nova História            |
| "Vem Pra Cima"                      | 2013 | Higor Rocha | Vem Pra Cima                 |
| "Bola e Rebola"                     | 2014 | Asas Livres | Estourado!                   |
| "Deboche"                           | 2014 | Molejo | 25 Anos #obailesemparar      |
| "Casamento"                         | 2015 | Daniel Caon | 100% Solteiro                |
| "Sequestro pela Farra"              | 2015 | Tierry | Na Farra ou na Sofrência     |
| "Vai Pirar"                         | 2015 | Teus Santos | #Vai Pirar                   |
| "O Que Elas Gostam"                 | 2015 | Sunga de Pano | Sunga de Pano                |
| "Ele Não Sabe"                      | 2015 | Márcia Fellipe | Day Off                      |
| "O Amor Tá Aí"                      | 2015 | Alexandre Pires, Anitta, Thiaguinho, Vitin, Thaeme & Thiago, Wesley Safadão, Lucas Lucco, Karen K, Jane Santos, Claudia Leitte | Instituto Projeto Neymar Jr. |
| "Eu Vou Fazer Gostoso"              | 2016 | Gabriel Diniz | Gd at the Park               |
| "Tô Afim de Paquerar"               | 2016 | Seu Maxixe | Ao Vivo em Salvador          |
| "Nem Vai Lembrar de Namorada"       | 2016 | Gabriel Gava | Esse Sou Eu                  |
| "Nem Mamãe Me Acha"                 | 2016 | Gustavo Moura & Rafael | Eu Quero Ser Seu Anjo        |
| "Absurda"                           | 2017 | Dennis DJ | Professor da Malandragem     |
| "Eu Tô Limpando Você Da Minha Vida" | 2017 | Avine Vinny, Marcio Victor, Solange Almeida                                                                                    | Na Contramão                 |
| "Sonho de Consumo"                  | 2017 | Chininha & Príncipe | Londres                      |
| "No Aquecimento"                    | 2017 | Gabriel Diniz | Gabriel Diniz na Ilha        |
| "Batida Gigante"                    | 2017 | — | Panasonic                    |
| "Só Mais Um Pedido"                 | 2018 | Mariana Fagundes | Simbora Beber                |
| "Tadim de Mim"                      | 2018 | Lucas Lucco | A Origem                     |
| "Um Lance e Bye Bye"                | 2018 | Samba Maria | Do Meu Jeito, Como Eu Gosto  |
| "Aerocorpo"                         | 2019 | Felipe Araújo | Por Inteiro                  |
| "O Encontro"                        | 2019 | Parangolé, Xanddy | O Som Que Vem da Rua         |
| "Nossa Lua"                         | 2019 | Dilsinho | Terra do Nunca               |
| "Quanto Custa"                      | 2019 | Dorgival Dantas | Minha Música, Nossa História |
| "Liga Liga"                         | 2019 | Simone & Simaria | Aperte O Play                |
| "Perdido"                           | 2019 | Os Travessos | #Otvs                        |
| "Invocada"                          | 2019 | Ludmilla | Hello Mundo                  |
| "Melanina"                          | 2019 | Ferrugem | Chão de Estrelas             |